# Йоване, Артуро
Артуро Йоване Зуньига (исп. Arturo Yovane Zúñiga, ? — 24 сентября 1997 года, Чили) — чилийский военный, полицейский и политический деятель, дипломат. Один из координаторов и активный участник военного переворота 11 сентября 1973 года. Функционер военной хунты генерала Пиночета, в которой занимал посты министра горнодобывающей промышленности и заместителя Генерального директора Корпуса карабинёров (1973–1974). После установления дипломатических отношений между военной диктатурой и режимом Мохаммеда Реза Пехлеви — первый посол Чили в Иране (1974–1976).

## Биография
Окончил Школу карабинёров Чили имени Карлоса Ибаньеса дель Кампо. Поступил на службу в Корпус карабинёров Чили в 1966 году, после чего был направлен на учёбу в США, где прошёл курс в Международной полицейской академии (Вашингтон). В 1972 году назначен командующим II зоны Корпуса карабинёров в Вальпараисо, в 1973 году — начальником Департамента службы карабинёров, курируемого заместителем генерального директора Корпуса генералом Мендосой.
Был противником президента Сальвадора Альенде и правительства «Народного единства», в 1972 году присоединился к военному заговору против него.

«Первые встречи, почти невинные, начались в середине 1972 года в Вальпараисо. Поначалу это были дружеские встречи и посиделки между офицерами, к которым постепенно присоединились некоторые бизнесмены и политики правого толка. Так я установил отношения с адмиралами Хосе Торибио Мерино, Патрисио Карвахалем и Исмаэлем Уэртой, а также с другими высокопоставленными офицерами ВМС и армии, выступавшими против правительства Народного единства... Мы делились критикой и тревогой по поводу того, как было утрачено уважение к чилийским традициям. Флаг оскорбляли любыми мерзостями... Были навязываемые указы, нормы, подписанные членами кабинета Альенде, когда законы отклонялись Контрольным управлением или парламентом. Одним из институтов, наиболее пострадавших от этого кризиса, были именно карабинеры...».
Заговорщики предлагали Йоване возглавить Корпус карабинёров, однако тот отказался, так как в этом случае пришлось бы устранить нескольких влиятельных генералов, стоящих выше его по чину. Вместо этого генерал предложил привлечь к заговору своего руководителя Мендосу и 10 сентября 1973 года, за день до военного переворота, организовал его встречу с командующими родами войск генералами Пиночетом и Ли, на которой Мендоса согласился принять участие в осуществлении переворота и занять пост генерального директора Корпуса карабинёров.
В ходе переворота генерал Йоване находился в Школе карабинёров, где организовал аресты отказавшихся участвовать в путче солдат и офицеров Корпуса, а также вместе с вице-адмиралом Карвахалем координировал по радио действия войск путчистов в Сантьяго. Впоследствии генерал Арельяно в своих записях отметил ключевую роль Йоване в руководстве штурмом президентского дворца «Ла-Монеда», в ходе которого погиб президент Альенде.
После захвата власти в Чили военной хунтой генерал Йоване был назначен заместителем генерального директора Корпуса карабинёров и министром горнодобывающей промышленности. Руководил массовыми арестами и увольнениями поддерживающих «Народное единство» рабочих, поддерживал приватизацию медной промышленности, но при этом выступил против лоббируемого США и Великобританией предложения о создании международного картеля стран-добытчиков меди по образцу ОПЕК.
В 1974 году под давлением США снят с министерского поста и уволен из Корпуса карабинёров, после чего отправлен послом Чили в Иран. На дипломатическом посту принял участие в операции «Кондор», организовал визит в Тегеран руководителя политической полиции ДИНА генерала Контрераса, принимал участие в подготовке покушения на Ильича Рамиреса Санчеса (в результате не осуществлённого).
В 1976 году отозван в Чили и ушёл в отставку. Скончался 24 сентября 1997 года.